# 1978 a légi közlekedésben
Ez a lista az 1978-as év légi közlekedéssel kapcsolatos eseményeit tartalmazza.

## Események

### Április
- április 20. – A Szovjet Honi Légvédelem (PVO) Szu–15TM típusú elfogóvadász repülőgépe lelövi a Korean Air 902-es járatát.

### Május
- május 4. – Az 51-es körzet közelében lezuhan az F–117 Nighthawk első Have Blue prototípusa, miután a futómű sérülése miatt nem tud leszállni.
- május 23. – A CCCP-77111 lajstromszámú Tu–144D üzemanyagszivárgásból származó tűz miatt kényszerleszállást hajt végre a Moszkva közeli Jegorjevszk mellett. A kényszerleszállás közben az orrcsúcs berogyik és darabjai behatolnak a pilótafülkébe, ahol O. A. Nyikolajev és V. L. Venediktov fedélzeti mérnökök halálát okozzák.

### Június
- június 1. – 55 utasszállító és 47 teherszállító járat lebonyolítása után, alig két és fél éves éves üzemeltetés után az Aeroflot leállítja a Tu–144 menetrend szerinti járatait. A géptípust ennek ellenére 1984-ig még tovább gyártják.

### Szeptember
- szeptember 25. – A Pacific Southwest Airlines 172-es járata összeütközött egy Cesna magán kis-repülőgéppel, ami után lezuhantak San Diego egyik kertvárosára. A tragédiában összesen 144-en veszítették életüket.[1]

### November
- november 15., Katunayake közelében, Srí Lanka. Az Icelandic Airlines légitársaság 001-es számú járata, egy Douglas DC-8-63CF típusú utasszállító repülőgép földnek csapódott. A járaton utazó 249 utas és 13 fő személyzet tagjai közül 183-an életüket vesztették, 32 fő megsérült, 79 fő túlélte a balesetet.[2]

### December
- december 28. – A United Airlines 173-as járatának balesete, amikor váratlanul mind a négy hajtómű leáll, és a DC–8-as az oregoni Portland egyik kertes övezetére zuhan.

## Első felszállások
- július 20. – A Groom Lake bázisról felszáll az F–117 Nighthawk második Have Blue prototípusa.